# رابرت یانگسون
رابرت یانگسون (انگلیسی: Robert Youngson؛ ‏ ۲۷ نوامبر ۱۹۱۷ – ۸ آوریل ۱۹۷۴) فیلم‌نامه‌نویس، تهیه‌کننده، کارگردان فیلم و تدوین‌گر اهل ایالات متحده آمریکا بود که در زمینهٔ تعمیر و احیای فیلم‌های صامت بسیار قدیمی تبحر داشت. وی بین سال‌های ۱۹۴۸ تا ۱۹۷۰ میلادی فعالیت می‌کرد.
وی دانش‌آموختهٔ مدیریت ارشد کسب‌وکار در دانشگاه هاروارد بود و از سال ۱۹۴۱ با نویسندگی و فیلم‌نامه‌نویسی وارد دنیای سینما شد. او ۶ مرتبه نامزد دریافت جایزه اسکار بهترین فیلم کوتاه شد.